# Sakalavasumphöna
Sakalavasumphöna (Zapornia olivieri) är en utrotningshotad fågel i familjen rallar inom ordningen tran- och rallfåglar som enbart 

## Utseende
Sakalavasumphönan är en liten (19 cm) mestadels svartaktig rall. Ovan är den mörkt kastanjefärgad på mantel, vingtäckare och övre skapularer. Näbben är lysande gul och benen röda.

## Utbredning och systematik
Fågeln förekommer i Sakalava-regionen på nordvästra Madagaskar. Den behandlas som monotypisk, det vill säga att den inte delas in i några underarter.

### Släktestillhörighet
Tidigare fördes den till släktet Amaurornis, men DNA-studier visar att den endast är avlägset släkt och förs numera släktet Zapornia.

## Status
Denna art har en mycket liten population på maximalt 1000 vuxna individer i ett kraftigt fragmenterat utbredningsområde. Den hotas av habitatförstörelse. IUCN kategoriserar arten som starkt hotad.